# ماريس أوليت
ماريس  اوليت  ميزانن (بالإنجليزية: Maryse Ouellet)‏ (ولدت في 21 يناير 1983)، معروفة أكثر باسم ماريس فقط. وهي عارضة أزياء سابقة ومصارعة محترفة فرنسية كندية، تعمل حالياً مع اتحاد الترفيه العالمي للمصارعة (WWE) في عرض الراو.
بعد قضاء سنوات في مهنة العرض، بما في ذلك الفوز بملكة جمال هاواي موضوع كندا في 2003، ماريس تعاقدت مع الـدبليو دبليو إي في 2006، بعد أن شاركت في مسابقة (دبليو دبليو إي ديفا سيرش)، على الرغم من اقصائها من المنافسة، ذهبت إلى اتحاد الـWWE التدريبي "وادي أوهايو المصارعة"(OVW) في لويفيل، كنتاكي.ووقعت عقد مع الـWWE في أغسطس 2006، وارسلت إلى OVW للمصارعة والتدريب. وظهرت هناك لأول مرة في ديسمبر عام 2006. وظهرت في المقالات القصيرة على شاشات تلفزيون الـWWE. خلال هذا الوقت قالت انها ستواصل في OVW، لكن تم نقلها إلى "بطولة فلوريدا للمصارعة (FCW)، اتحاد تدريبي آخر للـWWE لمواصلة تدريبها.
في مارس 2008، ماريس ظهرت في السماك داون، لتتنافس في مسابقة ملابس السباحة، بعد ثلاثة أشهر ماريس ظهرت لأول مرة على التلفزيون، في ديسمبر 2008، ماريس فازت بأول بطولة لها مع الـWWE وهي بطولة الديفاز، واحتفظت بها لمدة سبعة أشهر، في أبريل 2009 انتقلت إلى عرض الراو خلال انتقالات الـWWE. فازت ببطولة الديفاز للمرة الثانية في فبراير 2010، مما جعلها أول من يفوز بالبطولة في أكثر من مناسبة.
وقد ظهرت على مجلة بلاي بوي.

## مهنتها كعارضة
ماريس بدأت مسيرتها في مسابقات ملكات الجمال، وفازت بلقب ملكة جمال كندا عام 2003، والمركز الثاني في النهائيات الدولية لملكة الجمال في هاواي عام 2004. وقدمت في العديد من الصحف والمجلات والبرامج التلفزيونية في كندا

## اتحاد الترفيه العالمي للمصارعة

### ديفا سيرتش
في صيف 2006، ماريس شاركت في مسابقة ديفا سيرتش (Diva Search) وحصلت على أحد المراكز الـ8 الأولى، لكن في 24 يوليو في حلقة الراو أصبحت في الشخص الثاني الذي يخرج من المنافسة، وقالت انها تشعر بالامتنان لاعطائها فرصة أخرى للعيش خارج حلمها. مشيرة في مقابلة WWE.com «استطيع البكاء، هذا هو شعوري الآن» وقالت أيضاً «أنا متحمسة جدا، وانه خبر ممتاز جداً.»

### بداياتها
ماريس وقعت رسمياً مع الـWWE في 24 أغسطس 2006، وارسلوها إلى وادي أوهايو للمصارعة للتدريب، وقالت إن أول وظيفة كانت هناك على الجلوس في الصف الأمامي أثناء تسجيل التلفزيون، والاشاركت في المسابقات البيكني والمقابلات وراء الكواليس. بعد فترة أصبحت مديرة أعمال لرينيه دوبري، وكان أول ظهور لها في 16 ديسمبر 2006 في عرض بيت في جرينسبيرغ، كنتاكي حيث إتّفقت مع كاتي لي، كيلي كيلي، وهي ني ني، وفيكتوريا لهزيمة ODB، ميلينا، جوزي، بيث فينكس، ومولي.
في مارس 2007 أصبحت مذيعة في خلف الكواليس لاتحاد OVW بالإضافة إلى مصارعة في مباريات الظلام. في ربيع 2007 ماريس شاركت في مسابقة سيدة الـOVW التي ربحت من قبل ODB. في وقت لاحق من الصيف، شاركت في 2007 "OVW Divalympics ". وفي ذلك الوقت كانت فية مديرة لسيلفيان غرينير في OVW وفي عروض راو/سماك داون/اي سي دبليو هاوس شو.
عندما فتحت مصارعة بطولة فلوريدا (بطولة فلوريدا للمصارعة) في صيف 2007، ماريس تحولت إلى الوسيلة التطويرية لتتدرب، بعد أن كانت مديرة لـSylvain Grenier لاسابيع، فكروا في إعادة ظهورها لأول مرة في السماك داون لكنه الغى. وفي 25 سبتمبر ماريس ظهرت لأول مرة في FCW كخادمة لرايان أورايلي، بعد أن ترك ريان الـWWE في 10 أكتوبر 2007 بدأت ماريس بالتنافس في المباريات الفردية والزوجية. في 18 ديسمبر ماريس كانت مع تيد ديبياسي الابن عندما حصل على بطولة بطولة فلوريدا للمصارعة للوزن الثقيل.

### سماك داون! (2006-2009)
في 22 سبتمبر 2006 في نسخة السماك داون اوليت المعروفة باسم ماريس ظهرت في فيديو يرحّب بمشاهدي مونتريال (باللغة الفرنسية) إلى افتتاح عرض السماك داون على القناة الجديدة (شبكة سي دبليو التلفزيونية). في يناير 2007 ماريس عادت إلى السماك داون في فيديو جديد يرحب بمشاهدي العرض بكلا اللغتين الفرنسية والإنجليزية. ماريس صنعت ظهورها التلفزيوني الفعلي الأول بمزضزع دخولها للحلبة في عرض الراو بفيديو جديد تحت اسم «يرميه عليّ» أو "Throw It on Me" الذي ظهرت فيه. في أكتوبر الأول 2007 ماريس شاركت في جولة WWE الاوربية مع صنق السماك داون حيث اتفقت مع ميشيل مكول في سلسلة من المباريات الذي هزمو فيها فكتوريا وكاتي لي.

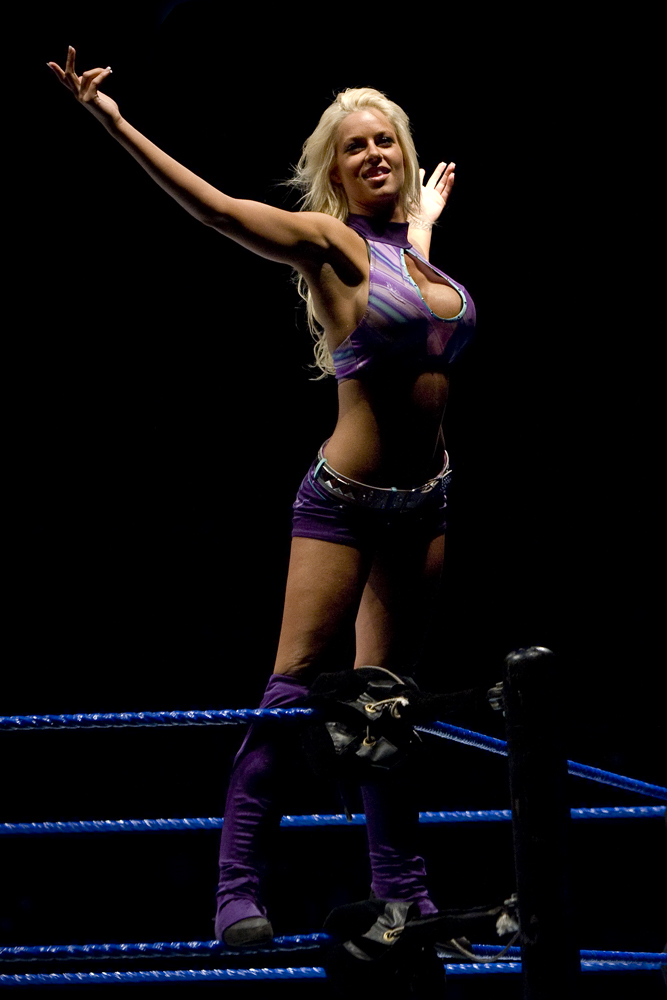
ماريس في عرض هاوس شو.

في الوقت الذي بدأت فيه بالظهور بانتظام في سماك داون اخذت شخصية المتكبرة وهكذا أصبحت مصارعة المكروهة. في 7 مارس 2008 حلقة السماك داون ماريس شاركت في مسابة ملابس السباحة ضدّ فيكتوريا، ميشيل مكول، شيري، وايف توريس، في النهاية مارس وايف دخلا في خلاف. وفي 17 مارس ماريس نافست في مباراة بلّل وبرية "Wet and Wild" حيث كونت فريق مع فيكتوريا ضد ميشيل مكول وشيري في مباراة خاسرة. في «فيديو سماك داون بعد نهاية العرض» في WWE.COM غير فريق دوس ودومينو تخلصا من صديقتهم شيري واستبدلاها بماريس، وثم اهانت ماريس شيري. فقط لان شيري صفعتها. في حلقة السماك داون بتاريخ 16 مايو 2008 ظهرت لأول مرة في عرض تلفزيوني خاسر ضد شيري مع ذلك هزمتها في إعادة مباراة، ولاسابيع اتفقت ماريس مع فيكتوريا وناتاليا ضد شيري وميشيل مكول وماريا، بعدها اصيبت ماريس بكسر بسيط في انفها بعد حركة bulldog من ماريا.
ماريس خسرت أول مباراة بطولة لها التي كانت على لقب الديفاز ضد ميشيل مكول في انفرجيفين 2008، مما أدى إلى عداوة بين المصارعتين، ثم لعبتا مباراة لقب أخرى في السماك داون. في 23 سبتمبر في حلقة ECW ماريس هزمت مكول في مباراة ليست على لقب، وبعد أن غابت لمدة شهر عادت ماريس في السيرفايفر سريس وشاركت في مباراة خمسة-ضد-خمسة السماك داون ضد الراو اقصائية، ولكنها اقصيت بصعوبة من قبل بيث فينكس. في 19 ديسمبر ماريس هزمت ماريا لتصبح المنافس الأول لميشيل مكول على اللقب، وفي الاسبوع المقبل ماريس هزمت مكول لتصبح بطلة الديفاز الجديدة والمباراة كانت من نوع الحكم الخاص وكان ماريا. في 28 ديسمبر 2008 في عرض هاوس شو اصيبت ماريس بخلع في ركبتها في مباراة فرق زوجية ضد التوأم بيلا عندما نفذ عليها أحد التوأم حركة dropkick على ركبتها، وبعد ذلك أعلن ان الإصابة ليست خطرة جداً وستعود خلال بضعة اسابيع. في 23 يناير عادت ماريس إلى سماك داون في دور غير المصارعة وجلست على طاولة التعليق اثناء مباراة ديفا زوجية. ماريس عادت للمصارعة 20 فبراير 2009 في مباراة زوجية هي وميشيل مكول هزمتا ماريا وايف توريس. في 25 ايبرل ماريس تنافست في مباراة ديفا باتل رويال في الرسل مينيا الخامس والعشرون "WrestleMania XXV" ولكن فاز بالمباراة سانتينو ماريلا.

### الراو (2009-الآن)
بتاريخ 24 أغسطس 2011
اجرت ماريس عملية جراحية (فتق البطن) واخذت وقت من الراحة بعد ذلك قام اتحاد المصارعة WWE بانهاء العقد معها

## وسائل الاعلام الأخرى
في أبريل 2007 ماريس ظهرت في فيديو كليب أغنية تمبلند «ارمه علي» أو "Throw It On Me" مع ذا هيفاز، وظهرت أيضاً في مجلة الديفاز الخاصة بـWWE (الديفاز في لوس انجلوس) في قسم «ديفاز في تدريب» مع التوأم بيلا وبيث فينكس وميلينا، وكما ظهرت في الاغنية التي يغنيها زميلها في الـWWE كريس جركو مع كانديس ميشيل وميكي جيمس وايف توريس، التي بثت في تاريخ 12 نوفمبر 2007.

## الحياة الشخصية
ماريس ولدت في مونتريال، لكنها نشأت في نيو برانزويك، في المدرسة الثانوية ماريس كانت الفتاة الوحيدة في صفها وكانت تدير عرض ازياء المدرسة. بدأت أيضا تطوير مجموعة من مستحضرات التجميل.، ماريس لديها وشم باسم والدها على معصمها الأيسر. ماريس لديها درجة في إدارة الأعمال والعوائق، وحزام أسود في فنون الدفاع عن النفس، تعتبر اللغة الإنجليزية هي لغتها الثانية (لكونها فرنسية الاصل) استغرقت سنتين لتتمكن من التكلم بطلاقة. وأيضاً تستطيع قراءة اللغة الإسبانية، لكنها لا تجيد التحدث بالإسبانية. وكانت أيضا مشتركة في مؤسسة مستشفى الأطفال العام بمونتريال، كويبيك، منذ 2006.
وفي 2010 بدأت تواعد المصارع ذا ميز واعلنا زواجهما في فبراير 2014 في جزر بهاما وعاشا معاً في لوس انجلوس.

## في المصارعة
- الحركات النهائية (القاضية):
  - القبلة الفرنسية[6]
  - تي كي أو الفرنسية (بالإنجليزية: French TKO)‏ [7]
- الحركات التوقيع:
  - مخلب الجمل

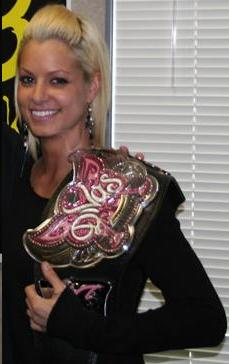
ماريس تحمل حزام الديفاز

  - تعديل الرقم أربعة قفل القدم (بالإنجليزية: Modified figure four leglock)‏
  - ضربة طوران الجانب كاسرة الظهر (بالإنجليزية: Spinning side slam backbreaker)‏[8]
- مصارعون أدارتهم:
  - سيلفان جرينير
  - رينيه دوبريه
  - تيد ديبياسي (الابن)
  - ريان ازنيل
  - فريق دوس ودومينو
- الأسماء المستعارة:
  - الفرنسية-الكندية الجميلة (بالإنجليزية: The French-Canadian Beauty)‏ [9]
  -  الأكثر جاذبية بين الجذابين (بالإنجليزية: The Sexiest of the Sexy)‏ [10]
  - الديفا الشهوانية (بالإنجليزية: The Sultry Diva)‏ [10][11]
- أغنية الدخول
  - "Pourquoi?" من غناء جيم جونستون [12]

## البطولات والانجازت
- مجلة (Pro Wrestling Illustrated)
  - المجلة صنفتها في المركز التاسع لأفضل 50 مصارعة انثى في 2009.[13]
- وورلد ريسلينغ إنترتاينمينت
  - بطولة الديفاز (مرتين)[14][15]

## وصلات خارجية
- ماريس أوليت على موقع دبليو دبليو إي (الإنجليزية)
- ماريس أوليت على موقع WrestlingData.com (الإنجليزية)
- ماريس أوليت على موقع CageMatch worker (الإنجليزية)
- ماريس أوليت على موقع قاعدة بيانات المصارعة على الإنترنت (الإنجليزية)
- ماريس أوليت على موقع عالم المصارعة على الإنترنت (الإنجليزية)
- ماريس أوليت على موقع عالم المصارعة على الإنترنت (الإنجليزية)
- ماريس أوليت على موقع IMDb (الإنجليزية)
- ماريس أوليت على موقع ميوزك برينز (الإنجليزية)
- ماريس أوليت على موقع ديسكوغز (الإنجليزية)
- ماريس أوليت على موقع قاعدة بيانات الفيلم (الإنجليزية)
- موقع ماريس الرسمي
- صفحة ماريس في موقع الـWWE*